# Ludwig Georg Thon
Ludwig Georg Thon (auch Ludwig George) (* 1. Mai 1854 in Solz (Stadt Bebra); † im 19. Jahrhundert) war ein deutscher Gutsbesitzer und Mitglied des Kurhessischen Kommunallandtages des preußischen Regierungsbezirks Kassel.

## Leben
Ludwig Georg Thon war der Sohn des Gutspächters Ludwig Wilhelm Thon und dessen Ehefrau Marie Louise Fröhlich und bewirtschaftete in seinem Heimatort deren Gutsbetrieb. Von 1868 bis 1874 hatte er einen Sitz im Kurhessischen Kommunallandtag des preußischen Regierungsbezirks Kassel. Er war hier einer der Vertreter aus dem Stand der Landgemeinden des Landkreises Rotenburg und war Mitglied des Verfassungs- und Hauptausschusses.